# مارک استنلی
مارک استنلی (انگلیسی: Mark Stanley؛ زادهٔ ۲۹ آوریل ۱۹۸۸) بازیگر اهل بریتانیا است. وی از سال ۲۰۱۰ میلادی تاکنون مشغول فعالیت بوده‌است.
از فیلم‌ها یا برنامه‌های تلویزیونی که وی در آن نقش داشته‌است می‌توان به سَـندیتون، جنگ ستارگان: نیرو برمی‌خیزد، آقای ترنر، ما خائنیم، و کجکی اشاره کرد.